# Ruiz de Montoya
Ruiz de Montoya es un municipio argentino de la provincia de Misiones, ubicado dentro del departamento Libertador General San Martín. 
Toma su fundación en la Colonia Cuña Pirú desde el año 1919 con la llegada de los inmigrantes a la vera del arroyo del mismo nombre.
Allí junto a los guaraníes trabajaron y formaron sus familias haciendo una zona próspera.
Es un pueblo multicultural con fuerte influencia europeay se encuentra a aproximadamente 125 kilómetros de la capital posadeña por la ruta nacional 12.

## Reivindicación histórica

Mariela Mallmann, referente cultural.

Luego de un proyecto de reivindicación que duró más de diez años con relatos y recopilación a cargo de Mariela Alejandra Mallmann-y con el apoyo de la gestión municipal junto a personas que dieron su aval: Elsa Vogt, entonces de 96 años y nacida en la colonia; la profesora Leonor Kuhn; Alfredo Robotti, nieto del agrimensor Carlos Krumkamp y Marino Jungblut,- se logró en 2022 que Ruiz de Montoya pase -de tener 76 años, por comisión de fomento- a tener luego de aprobado el proyecto sus 103 años de historia en honor y gratitud a aquellas familias que llegaron a la selva misionera.

### Fecha correcta del aniversario
Como fecha del aniversario de Ruiz de Montoya se estableció el 11 de agosto de 1919. Fue aprobado por unanimidad en sesión ordinaria del 30 de mayo de 2022 del Concejo Deliberante, mediante Ordenanza N°011/2022. En este proyecto de reivindicación de la fecha de fundación para el municipio y con documentos, se decidió mantener el 11 de agosto fecha de conmemoración de la creación de la primera Comisión de Fomento, pero se establece la fundación en la colonia Cuña Pirú en 1919, dentro del proyecto colonizador del ingeniero alemán Carlos Culmey.

## La primera iglesia

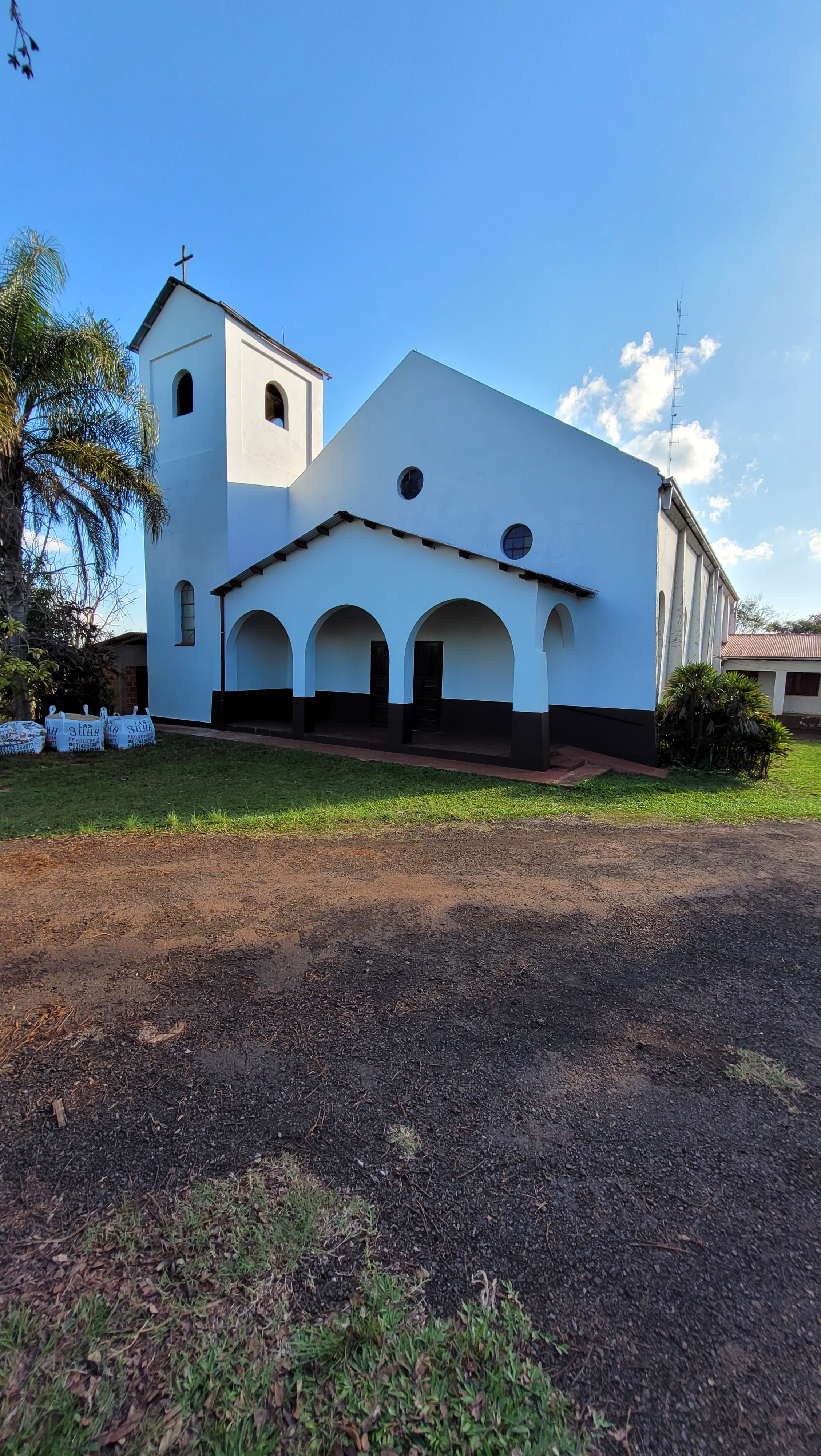
Capilla Santa Cecilia en Cuña Pirú.

La Capilla Santa Cecilia, ubicada en la colonia Línea Cuña Pirú, fue el primer templo que construyeron los inmigrantes alemanes-brasileros y suizos que llegaron a la zona entre 1919 y 1920.La edificación data de 1922, y ese antecedente fue fundamental para que fuera declarada Patrimonio Histórico, Cultural, Arquitectónico, Paisajístico y Turístico, por la Cámara de Representantes de Misiones, en junio de 2022,con el acompañamiento del intendente Víctor Vogel y el apoyo del diputado Isidro Duarte.También fue la referencia exacta para lograr, casi al mismo tiempo, la reivindicación histórica de Ruiz de Montoya, logrando cambiar la fecha de fundación del municipio que hasta ese entonces (en 2022) tenía 76 años y pasó a 103.

## Población
El municipio contaba con una población de 4.974 habitantes, según el censo del año 2014 (INDEC). Para las Elecciones Generales del 7 de mayo de 2023 estaban habilitados 3.177 electores nacionales y 25 electores extranjeros para sufragar en 10 mesas de 2 centros de votación.

## Educación y cultura
La cultura de la localidad está fuertemente influenciada por los indígenas Guaraníes, inmigrantes de varios países europeos, inmigrantes de países limítrofes, además de inmigración interna desde otros puntos del país y la provincia.
En el ámbito educativo, cuenta con el C.E.P. N°30 Aula Satélite «Takuapí» y el Instituto Línea Cuchilla, uno de los más importantes internados rurales de la provincia. Ambos establecimientos están ubicados en la zona urbana.

## Festivales

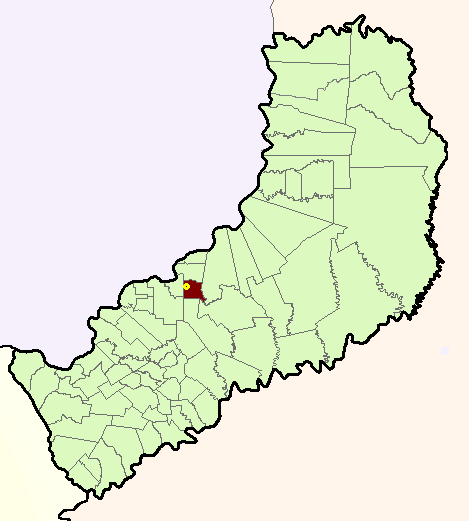
Jurisdicción del municipio de Ruiz de Montoya en la Provincia de Misiones.

### En febrero
- Carnaval de disfraces.

### En julio
- Fiesta Colonial.

### En agosto
- Fiesta del pueblo (mes aniversario).
Fundación: 11 de agosto de 1919 (106 años).

### En noviembre
- Fiesta Provincial de Santa Cecilia, patrona de la Música. Se realiza en esta fecha y día subsiguiente desde el 22 de noviembre de 1986 (38 años) en Colonia Cuña Pirú, Ruiz de Montoya. En el predio de la antigua Capilla Santa Cecilia (Ruiz de Montoya).

### En diciembre
- Pesebre Viviente en el Cerro Navideño. Donde la comunidad festeja la Natividad del Señor, realizándose -desde 1974- en la Capilla Santa Cecilia ubicada en Cuña Pirú un sitio icónico para los montoyenses por ser el punto de inicio de lo que es hoy la pujante localidad.

### Desde diciembre a enero
- Fiesta Provincial de la Sandía. Se realiza en el Parador de la ruta 7 del Cuña Pirú.[7]

## Rutas
La localidad cuenta con accesos desde la Ruta Nacional 12, Ruta Provincial 223 y Ruta Provincial 7.

## Cooperativa Agrícola
La Cooperativa Agrícola Tucanguá, que produce la yerba homónima, está conformada por 157 productores rurales asociados en el cooperativismo. Cuenta con campos certificados orgánicamente que dan origen a su yerba mate orgánica.

## Comisaría
La Comisaría de Ruiz de Montoya es una delegación o estación de policía y edificio de carácter permanente utilizado como cuartel u oficina de la Policía de Misionesen la localidad de Ruiz de Montoya,declarado "Patrimonio Histórico, Cultural y Arquitectónico" debido a su relevancia patrimonial local.
Se encuentra situada sobre Avenida de los Inmigrantes, como parte de la Ruta Provincial 223, entre las calles Yacuy y Parque Provincial Salto Encantado. Se inauguró el 20 de enero de 1989, siendo su primer titular el entonces oficial principal Luis Eduardo Benítez.

## Galería

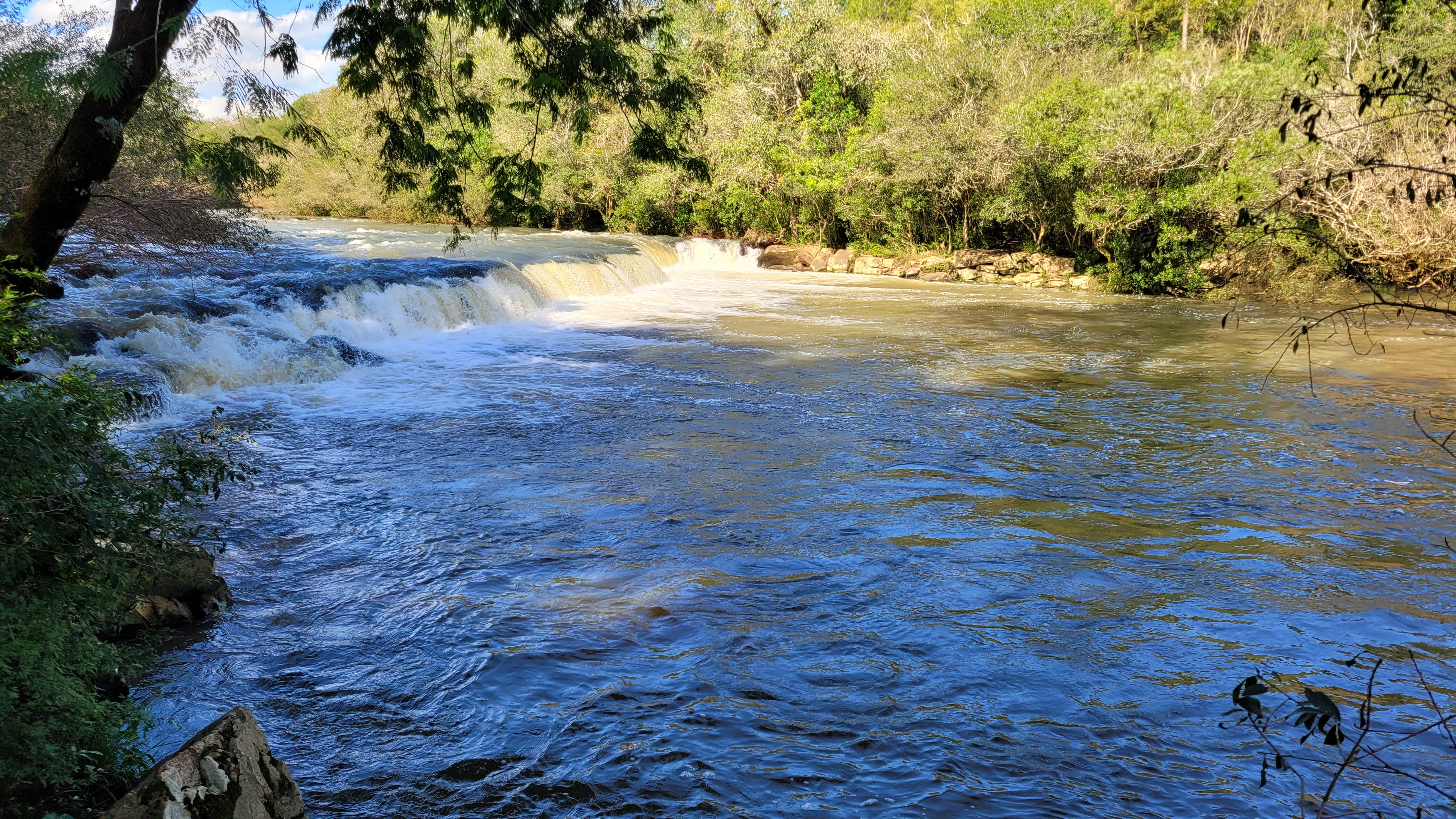
Salto Cuña Pirú en el camping de Ruiz de Montoya.
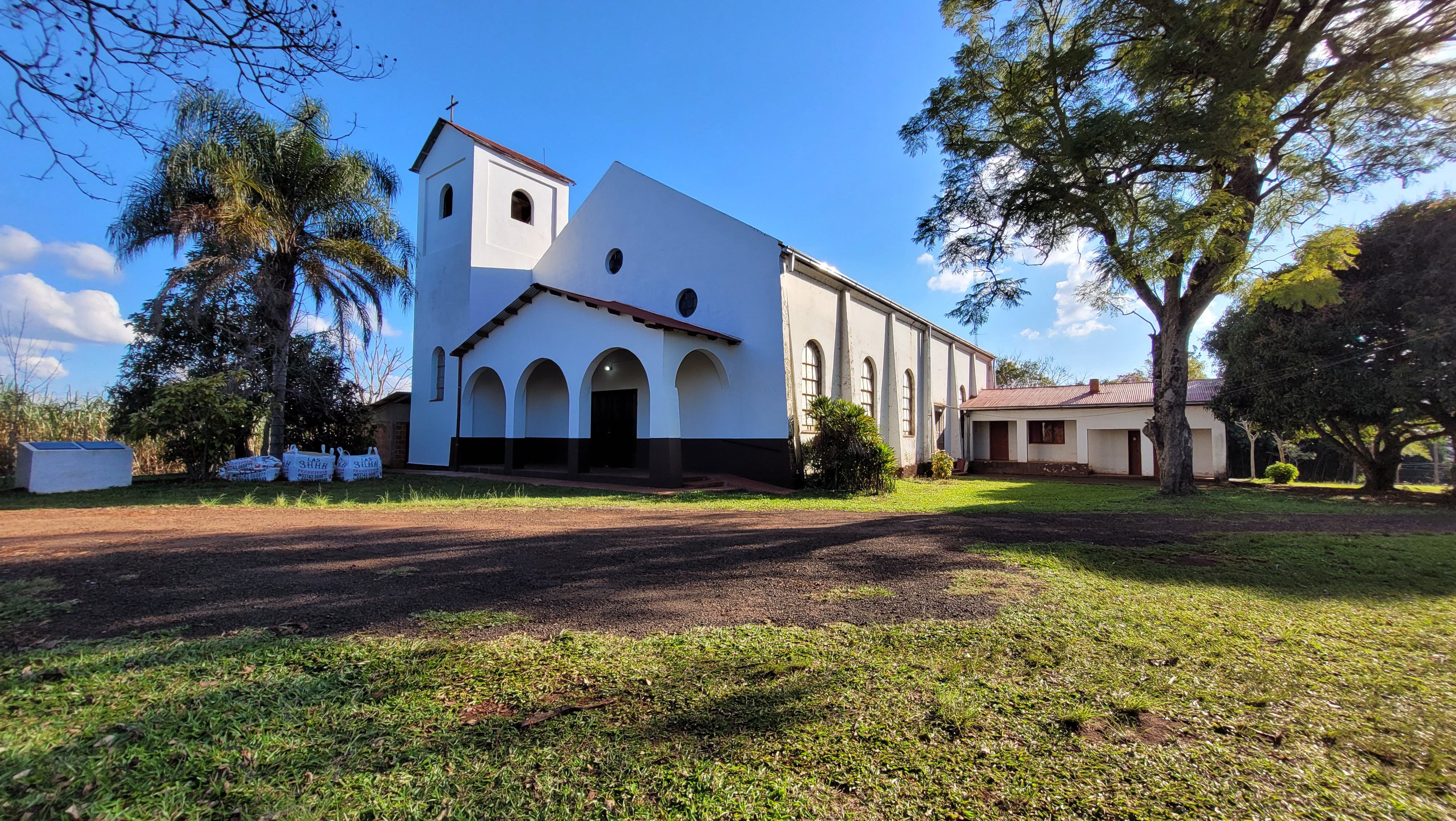
Iglesia Santa Cecilia sobre Ruta Provincial 223
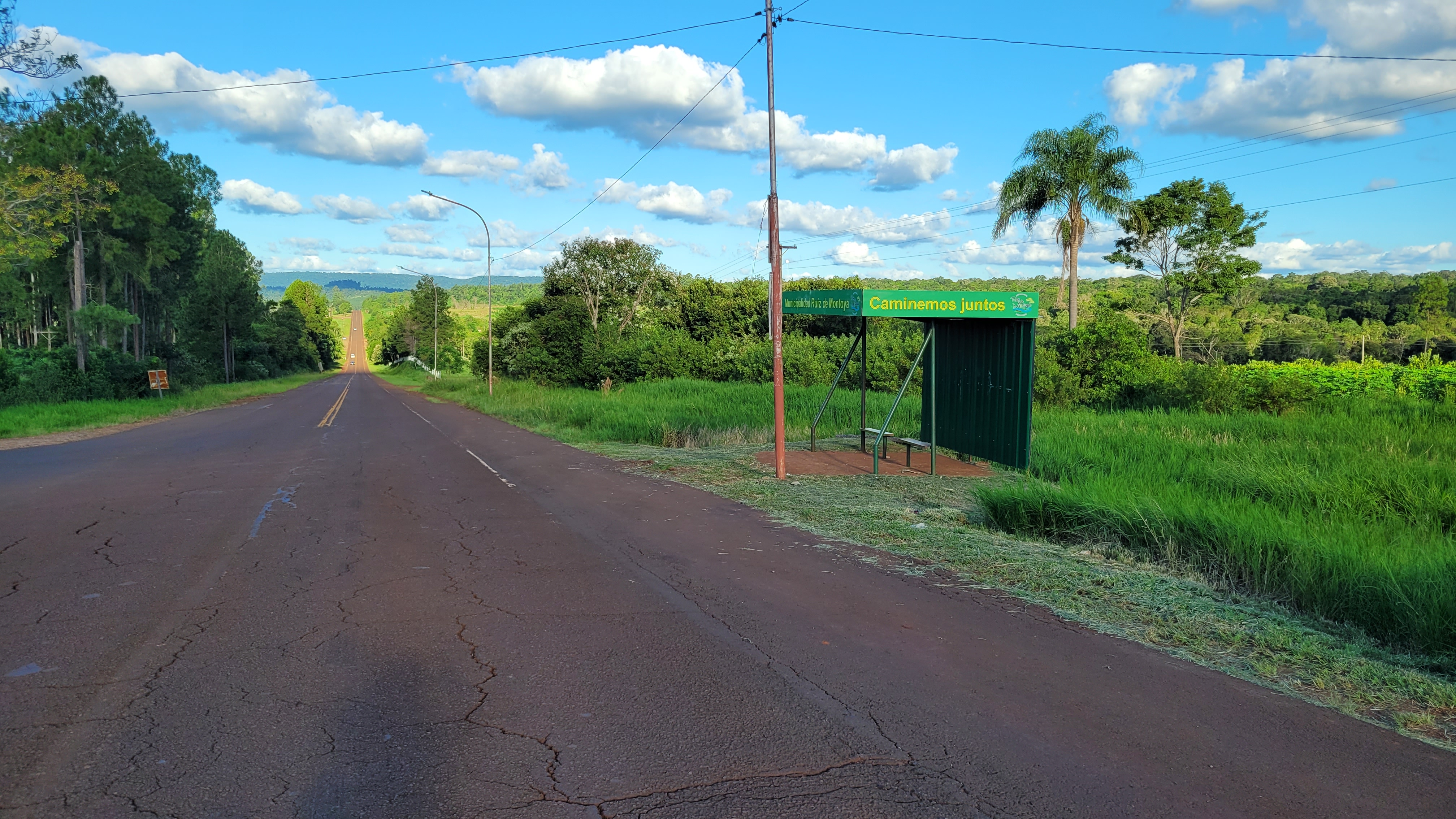
Parada en Ruta Provincial 7
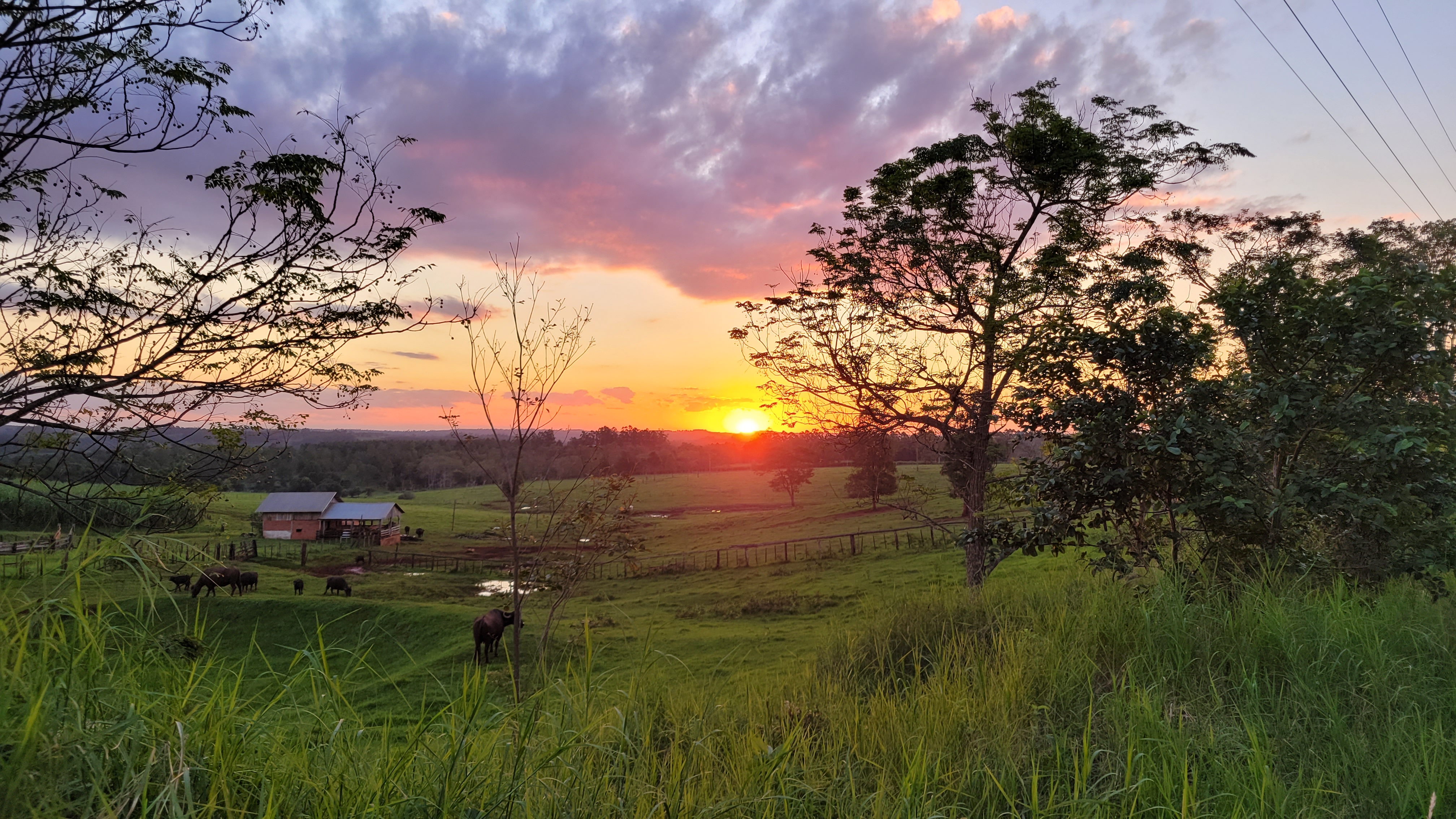
Atardecer en los campos de la Iglesia Santa Cecilia
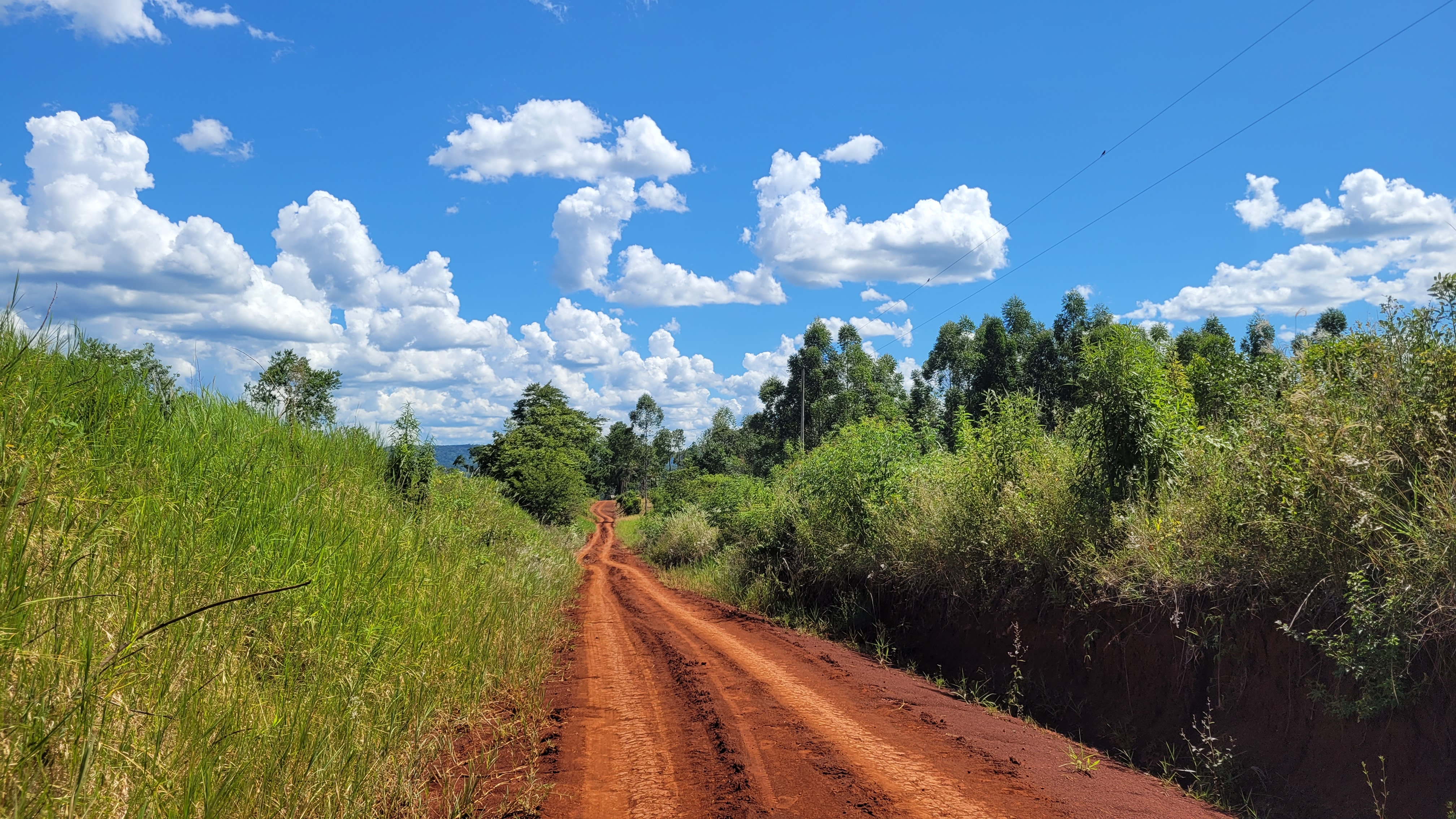
Camino rural de Colonia Cuña Pirú
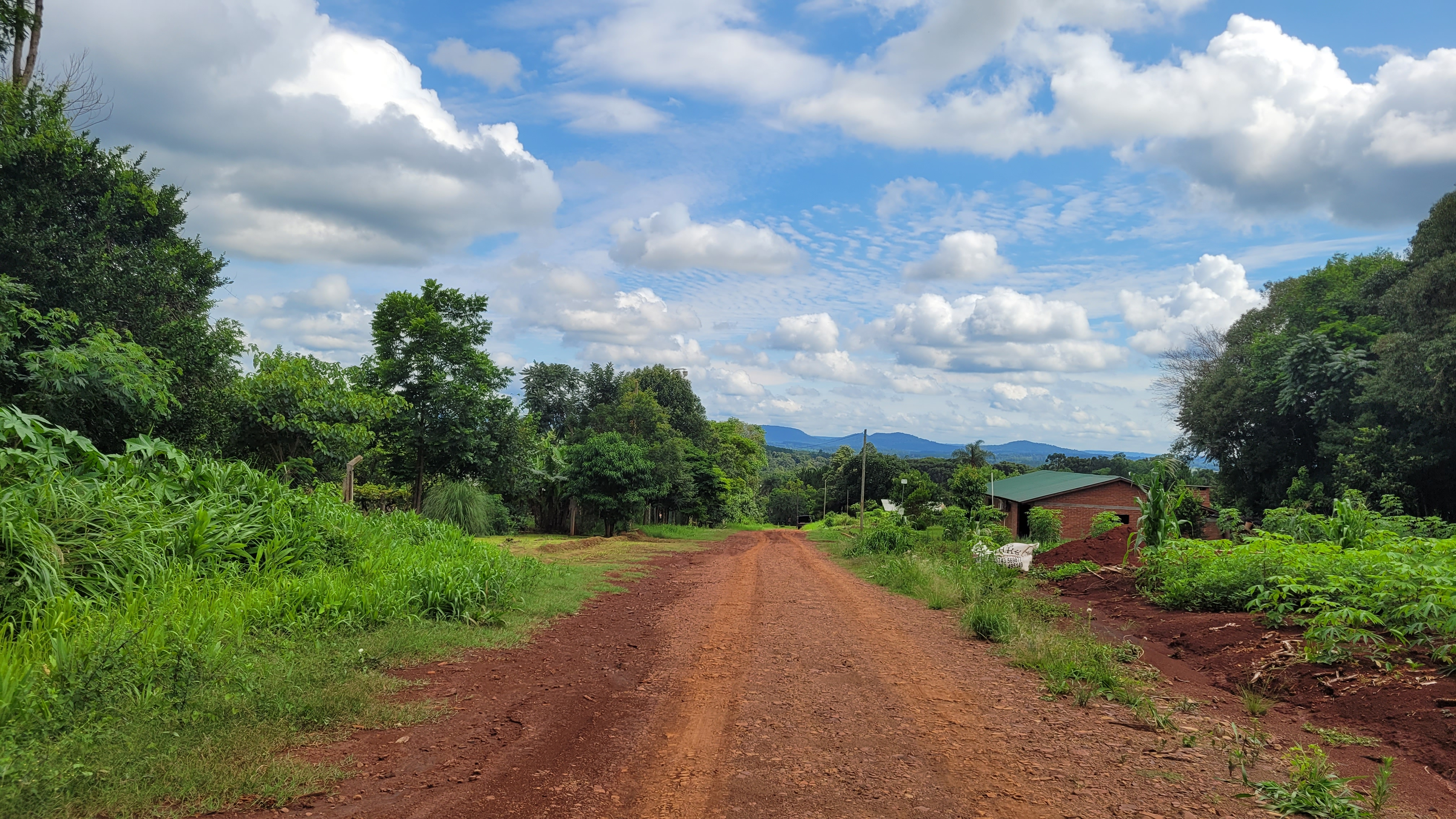
Caminos vecinales
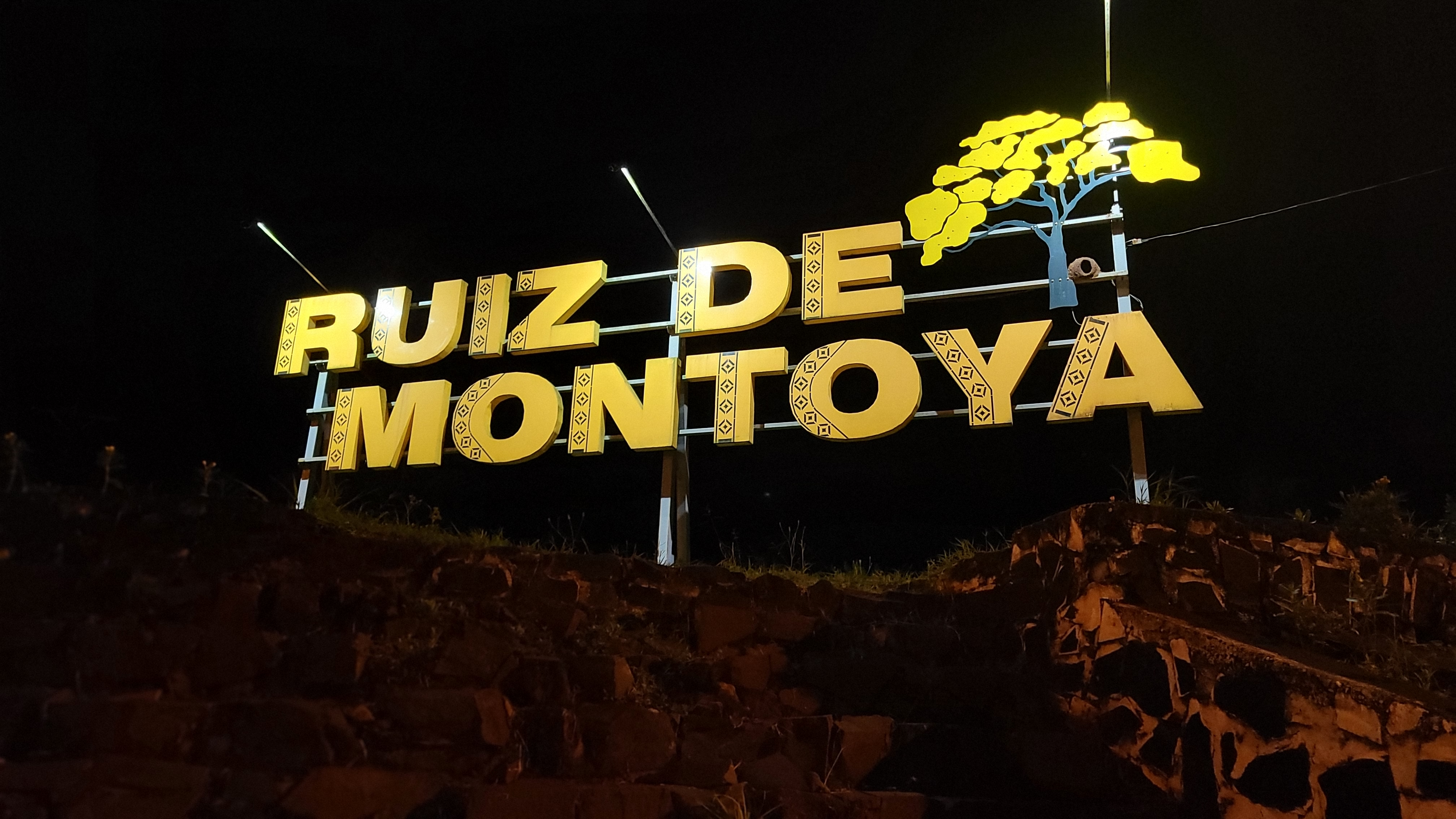
Cartel en el acceso desde RN12
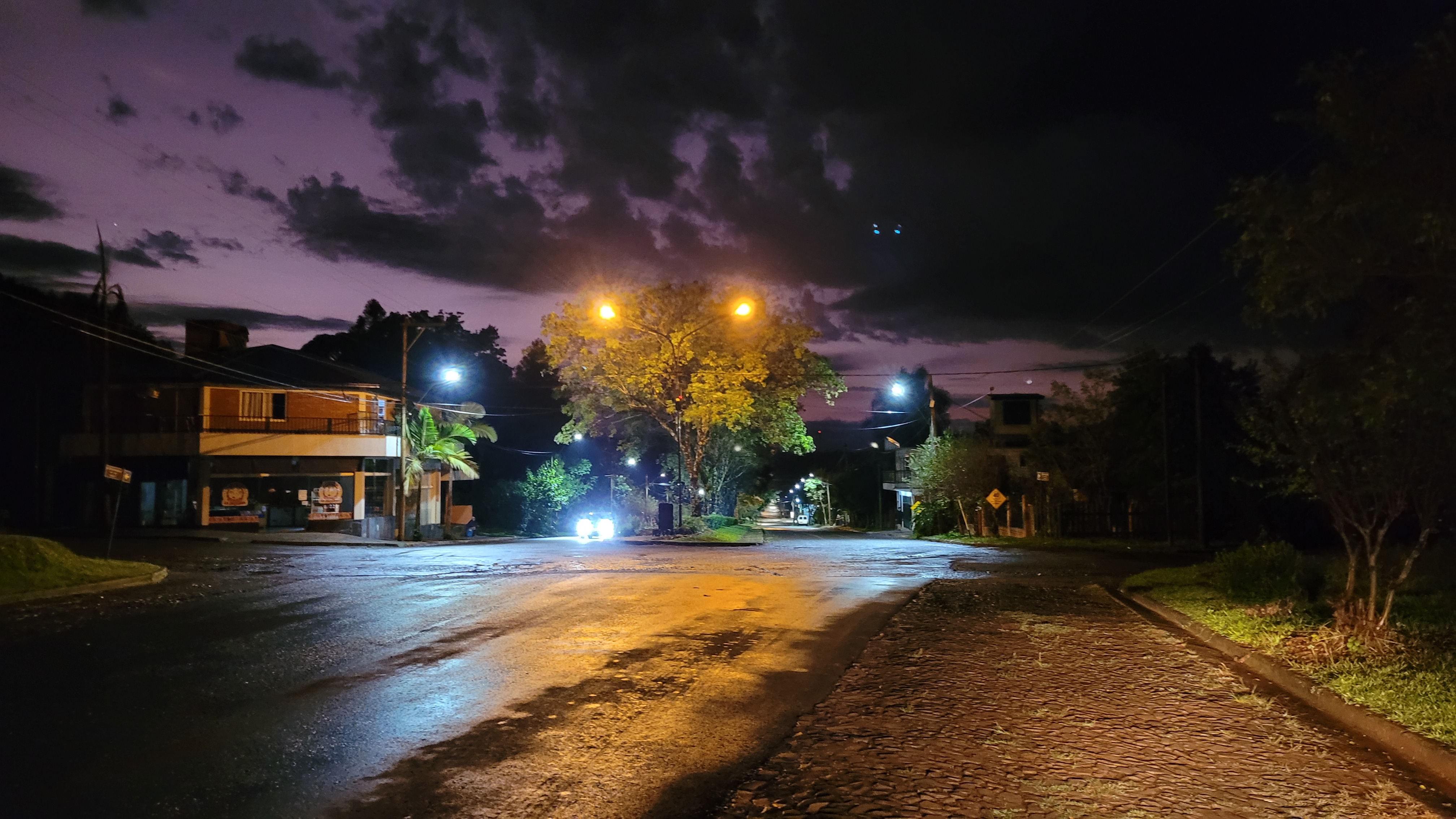
Amanecer en Avenida de los Inmigrantes
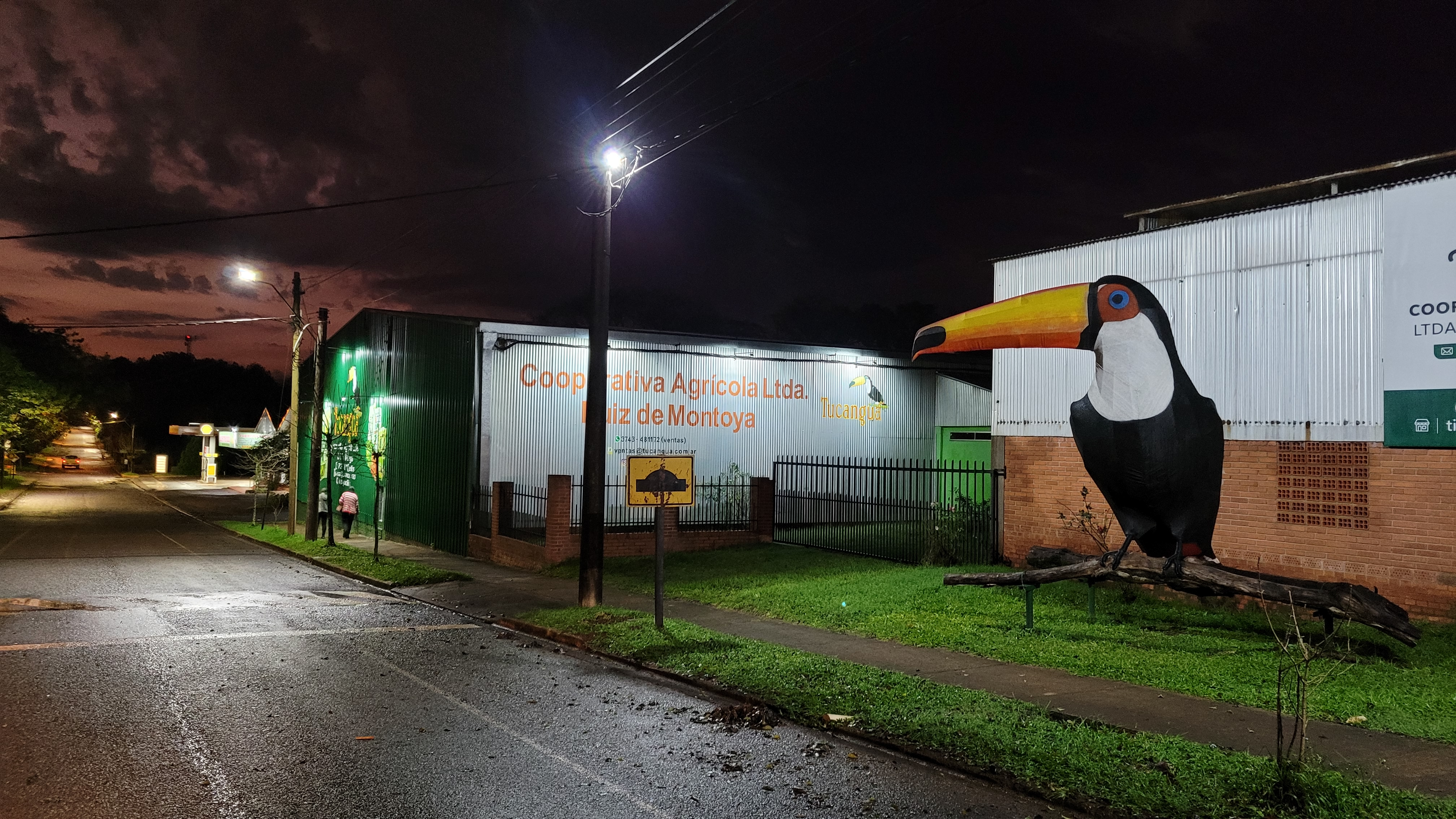
Cooperativa Agrícola
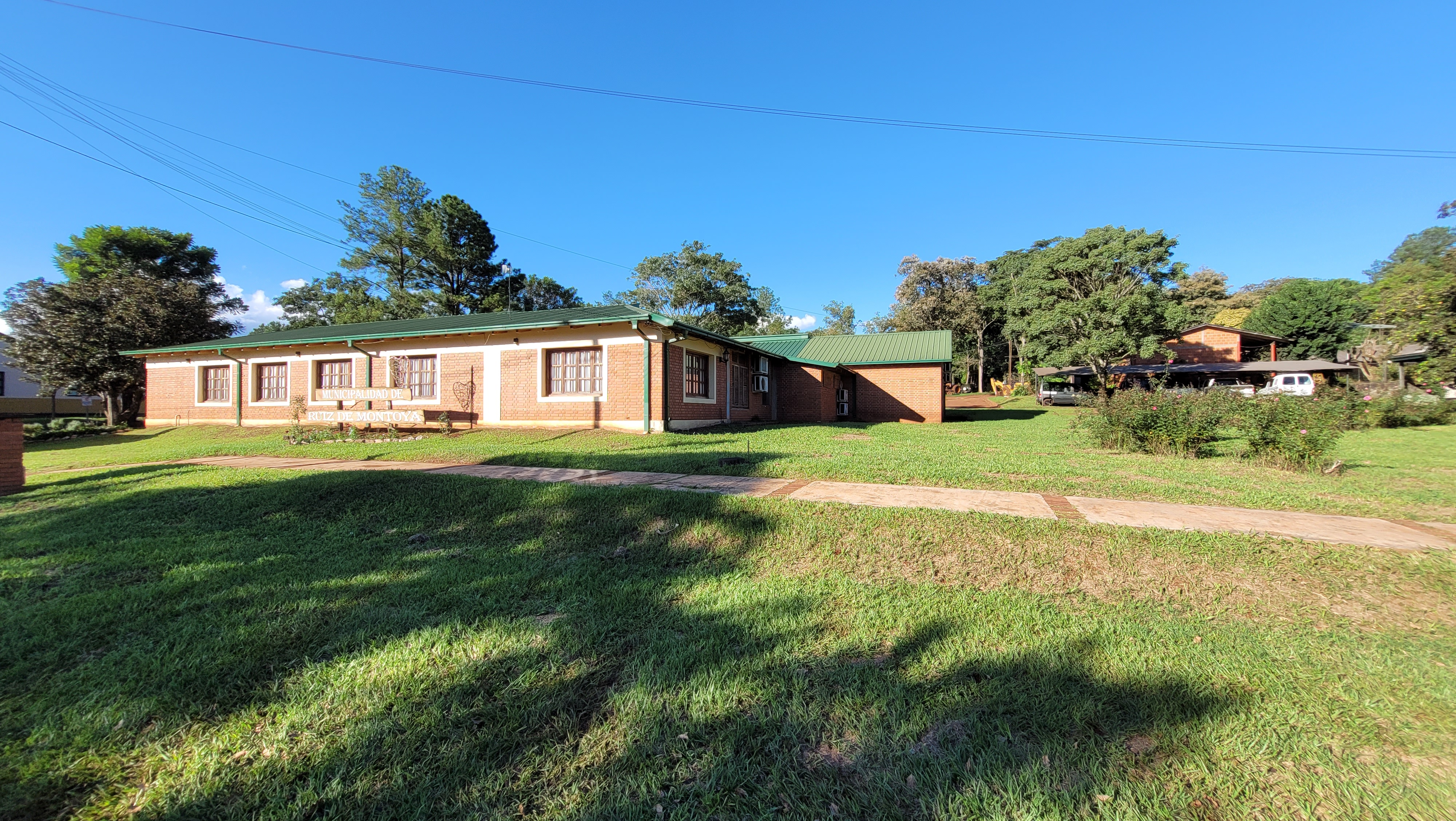
Municipalidad de Ruiz de Montoya
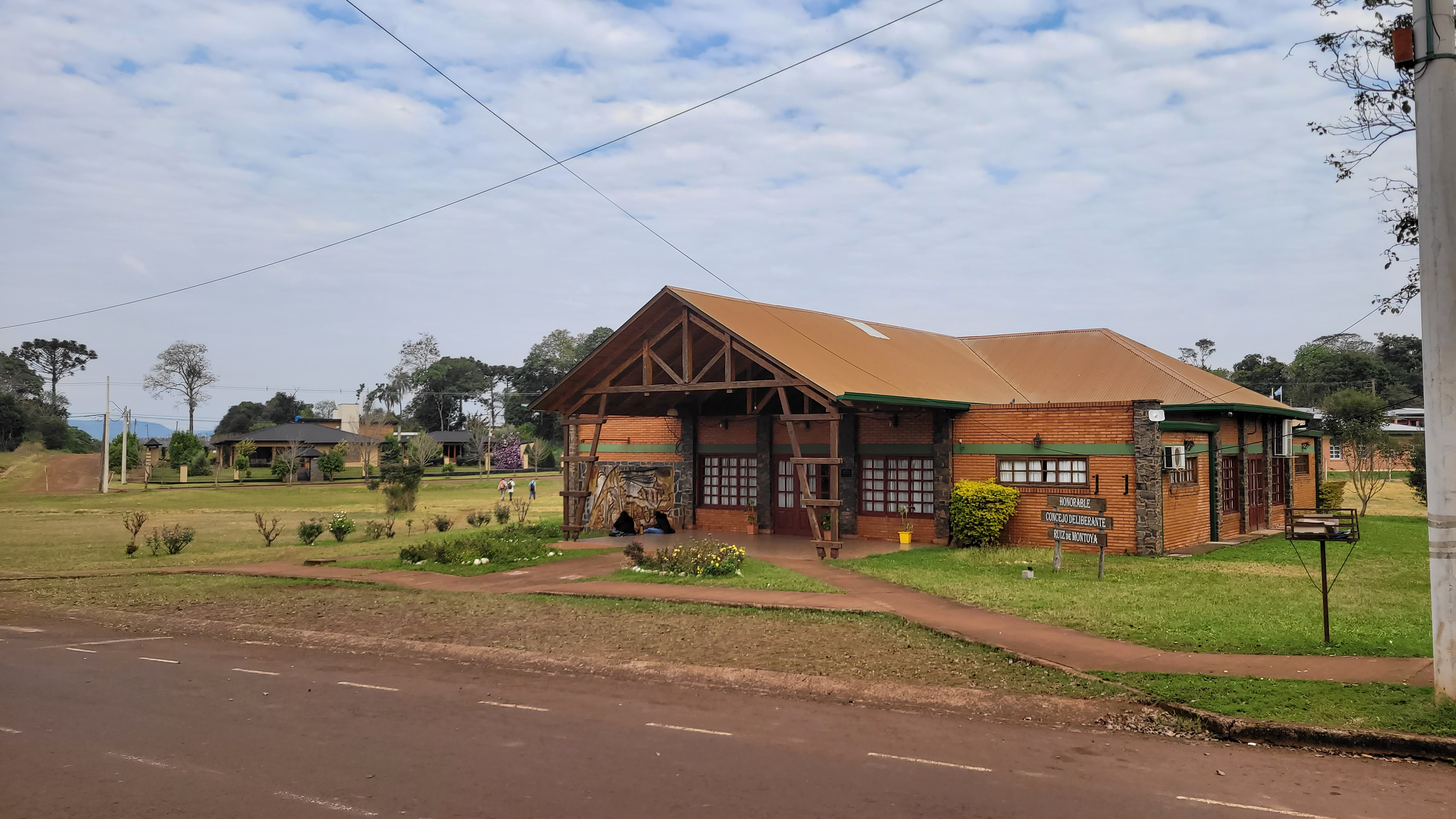
Concejo Deliberante
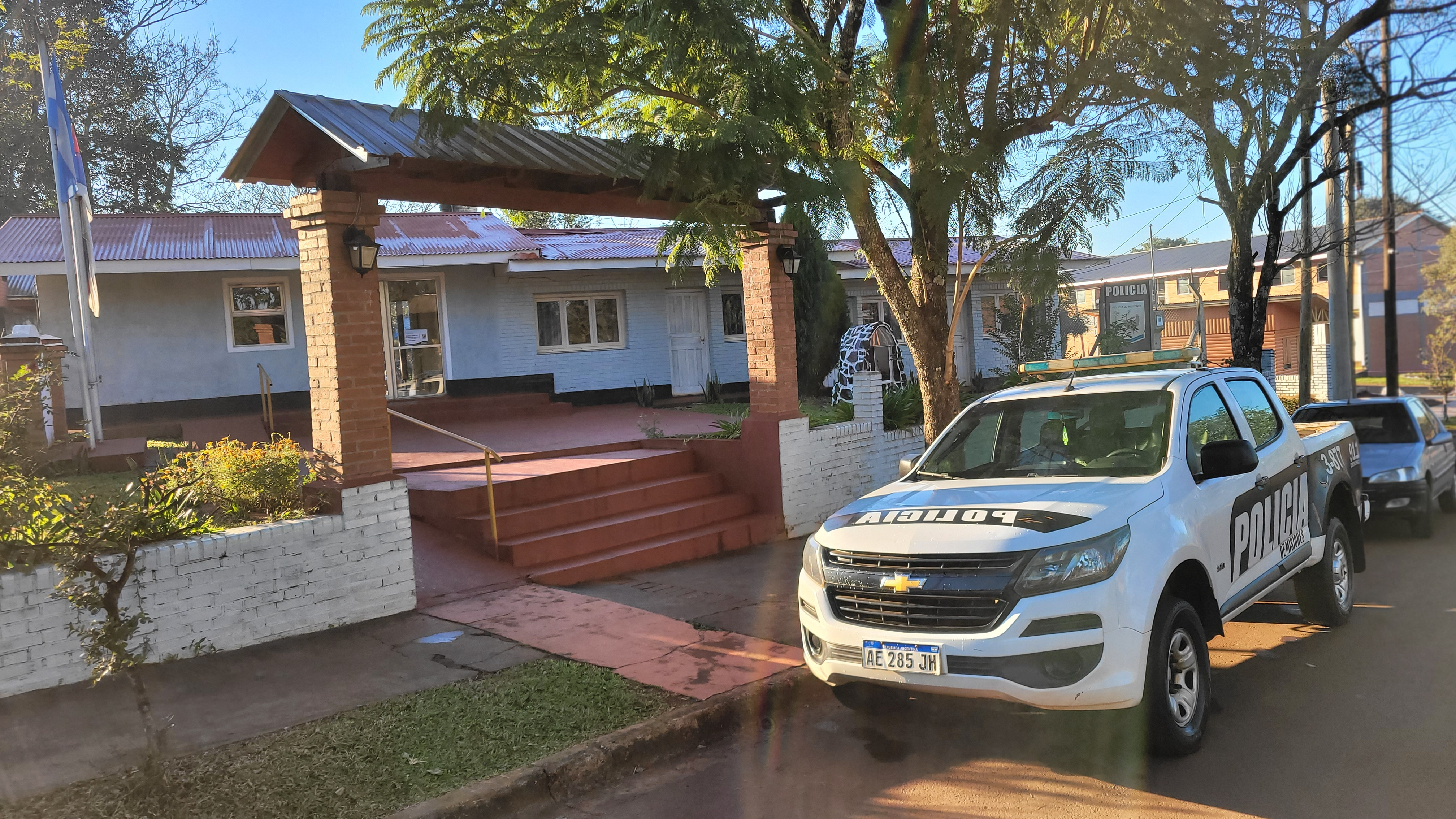
Comisaría de Ruiz de Montoya
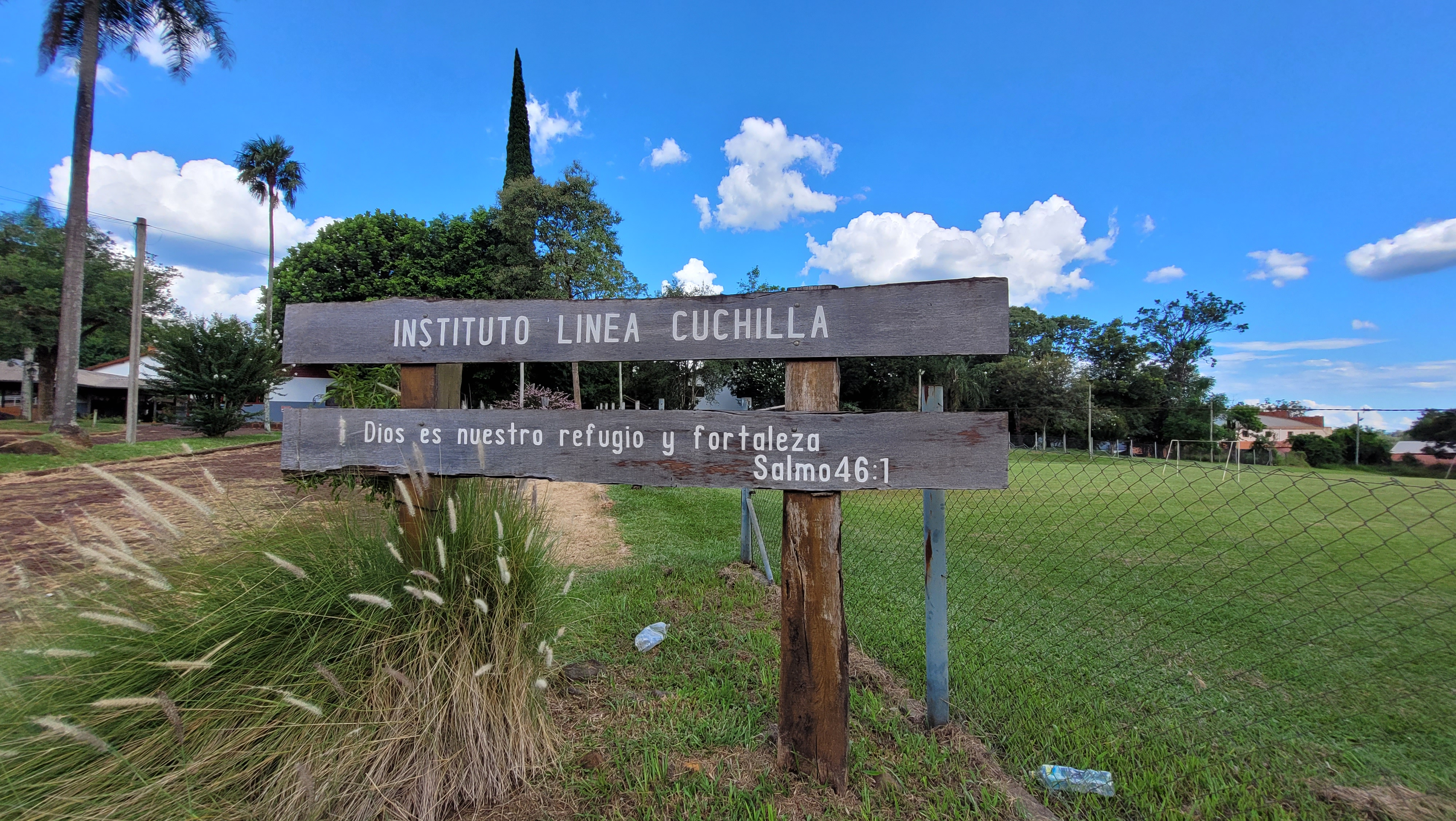
Entrada al Instituto Línea Cuchilla
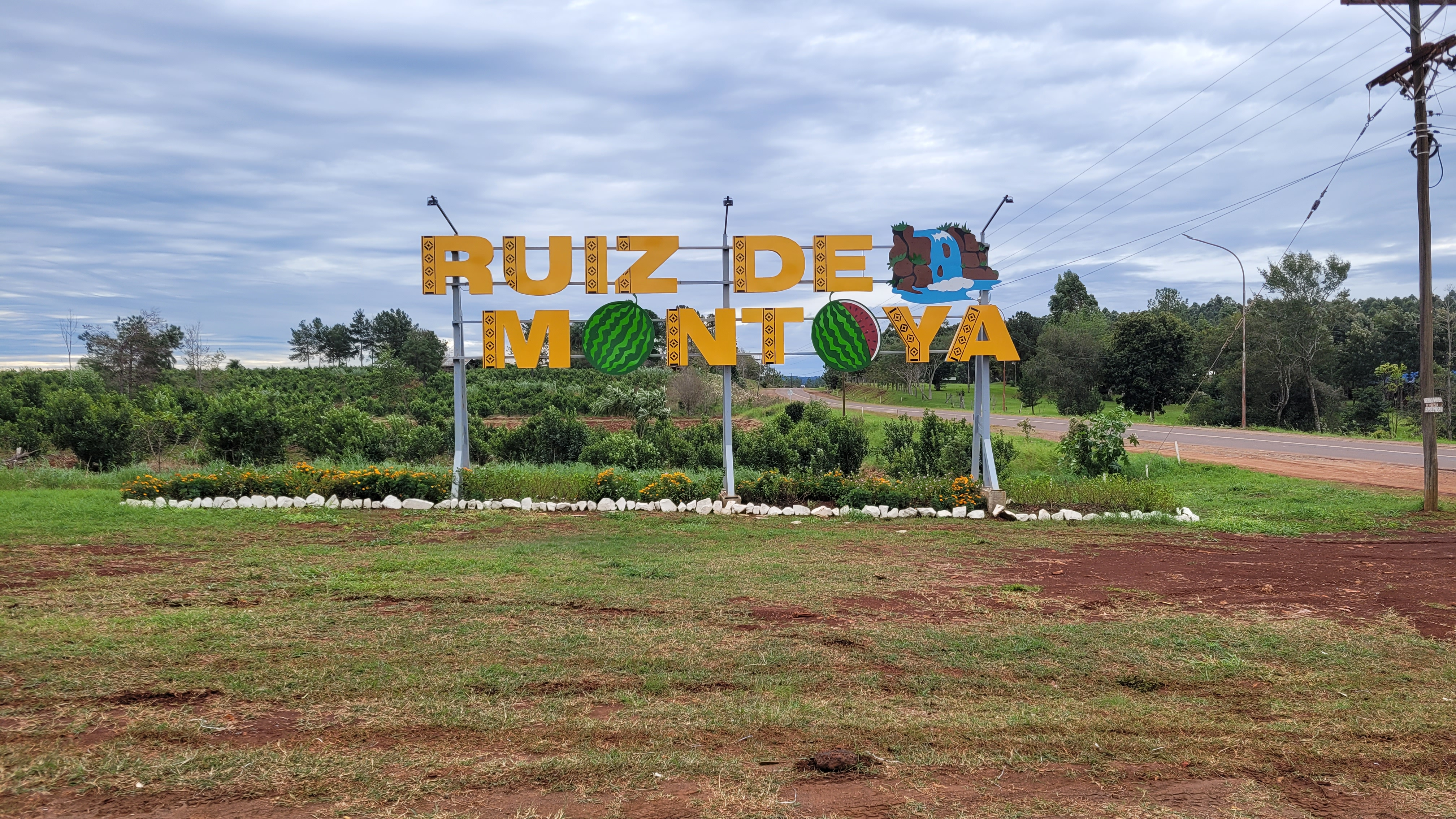
Entrada desde Ruta Provincial 7 a Ruta Provincial 223
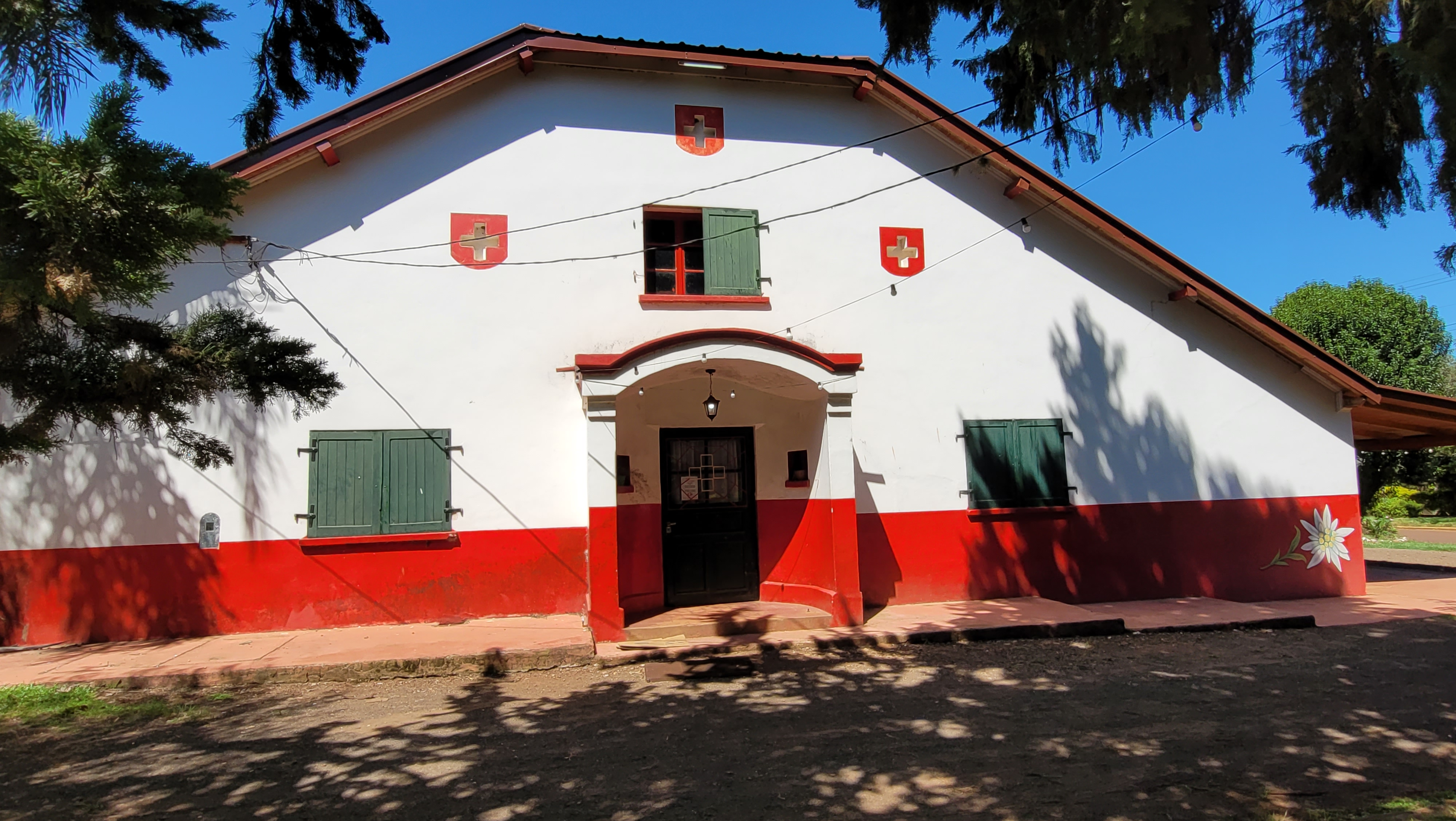
Club Suizo
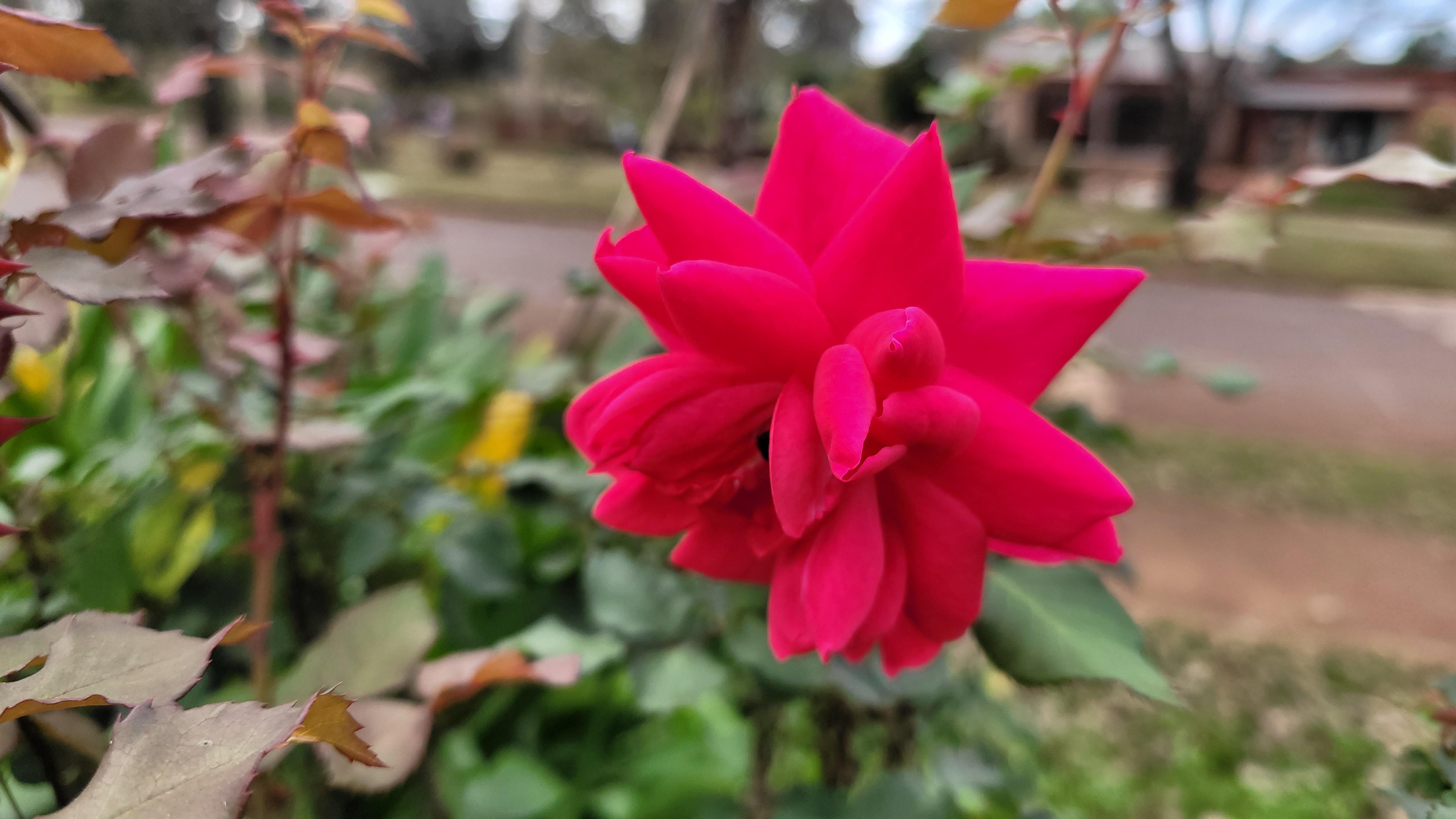
Flores silvestres
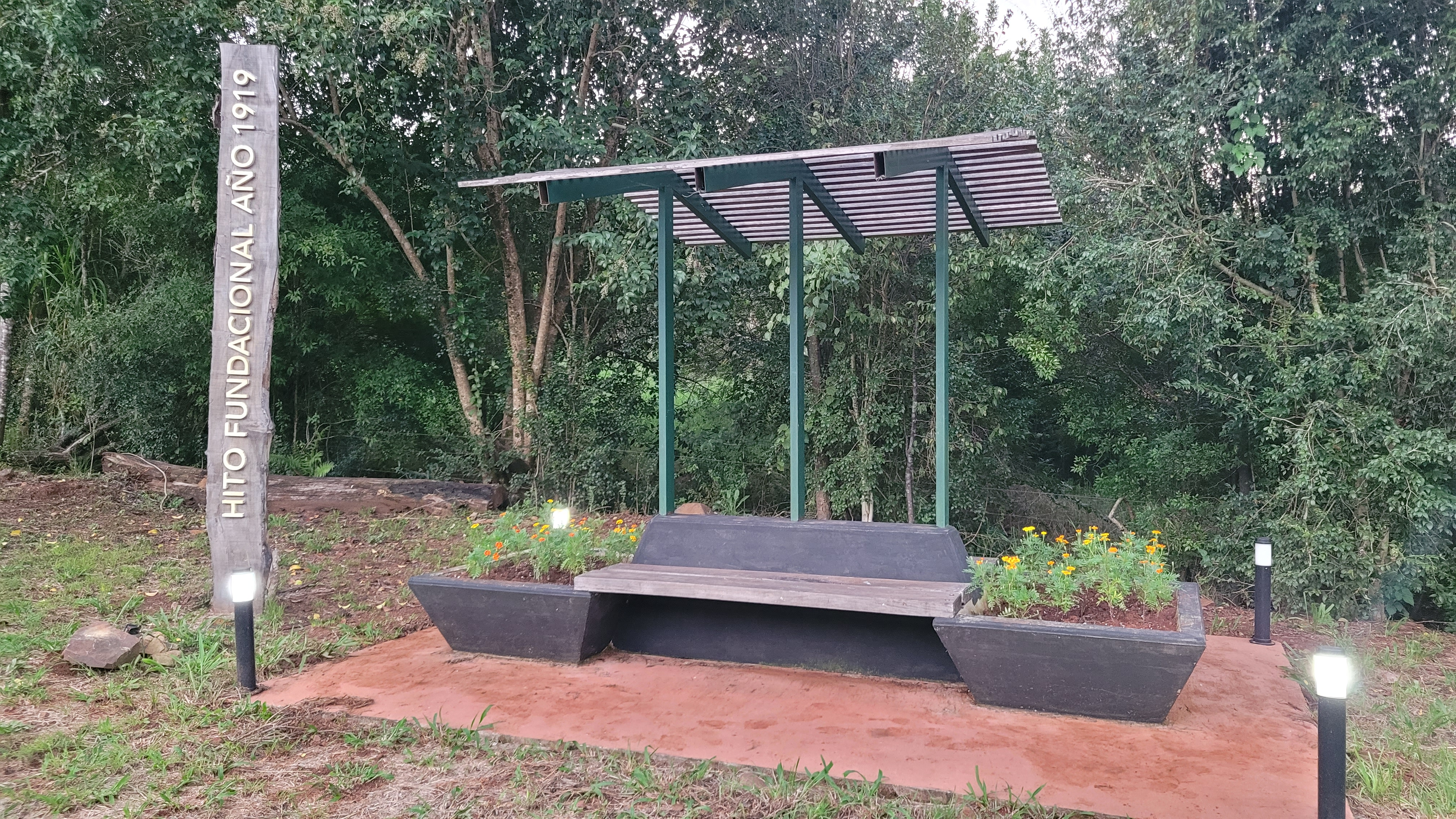
Hito Fundacional Año 1919
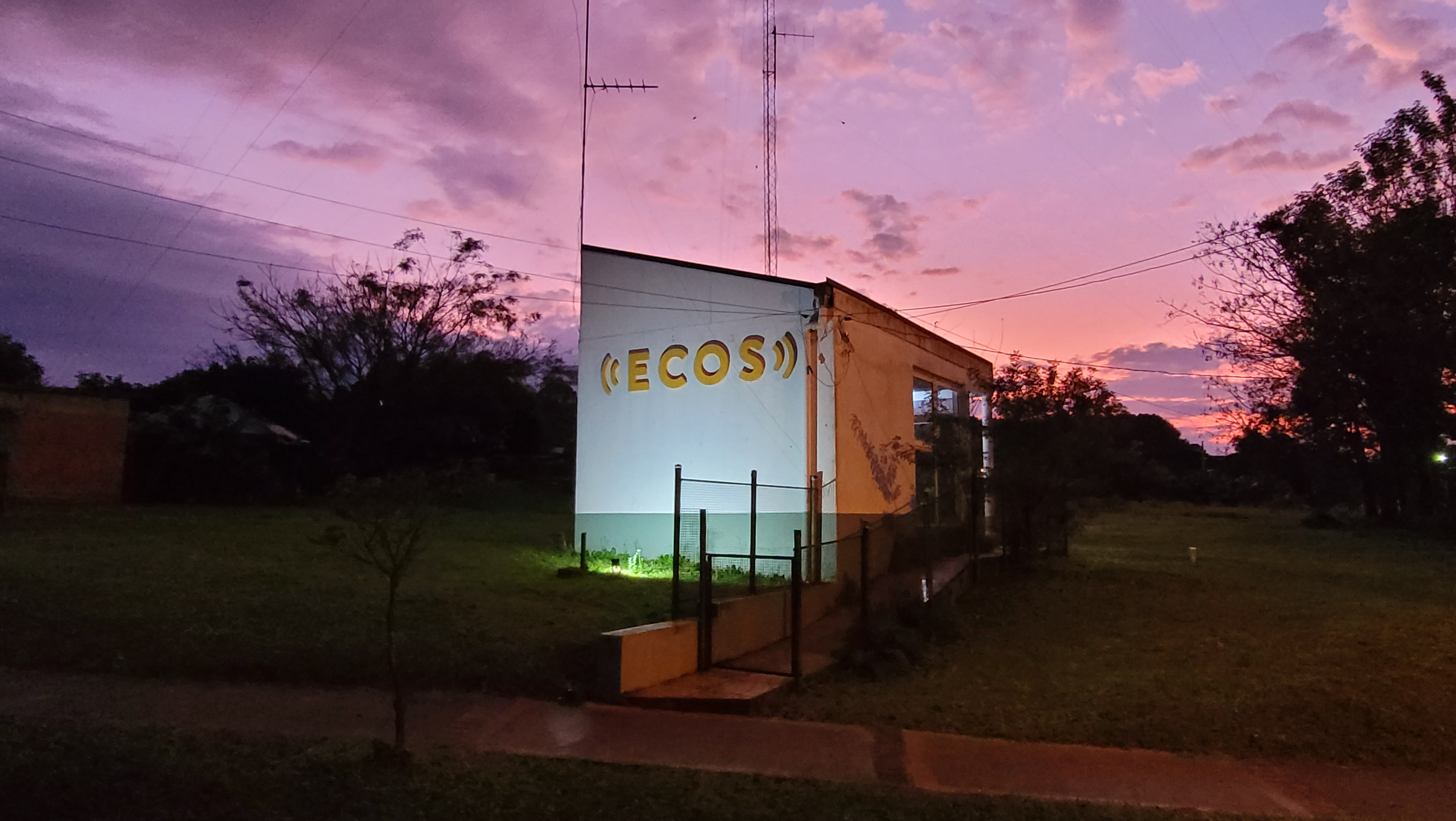
104.3 FM Ecos
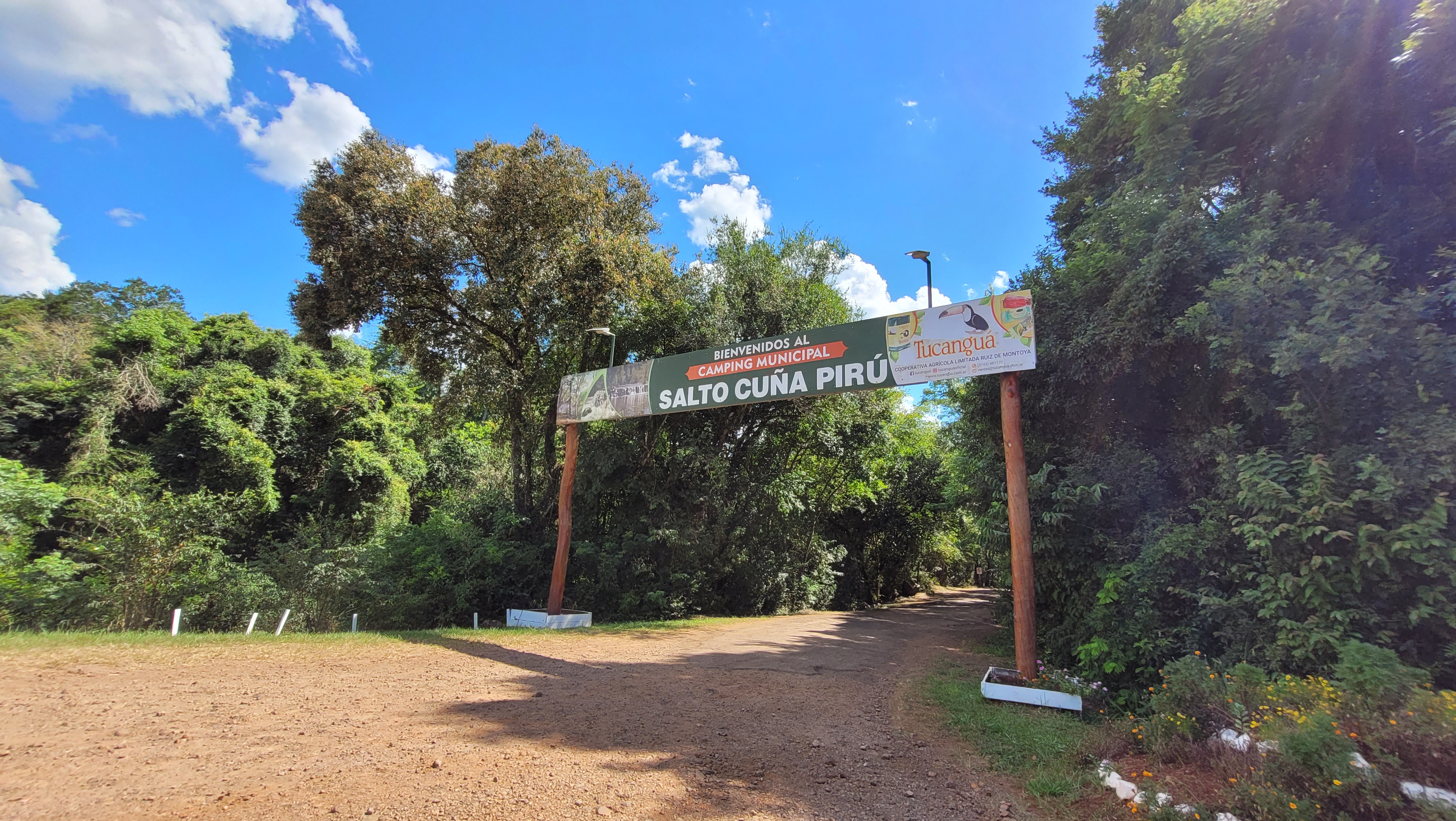
Entrada al Cámping Salto Cuña Pirú

## Personalidades notables
- Emiliano Viveros (n. en Ruiz de Montoya, 30 de septiembre de 2002), futbolista que juega como mediocampista en Argentinos Juniors de la Primera División de Argentina.